# Jan Schäfer
Jan Schäfer, född den 18 oktober 1974 i Dresden, Tyskland, är en tysk kanotist.
Han tog OS-silver på K-4 1000 meter i samband med de olympiska kanottävlingarna 2000 i Sydney.